# 次等人類

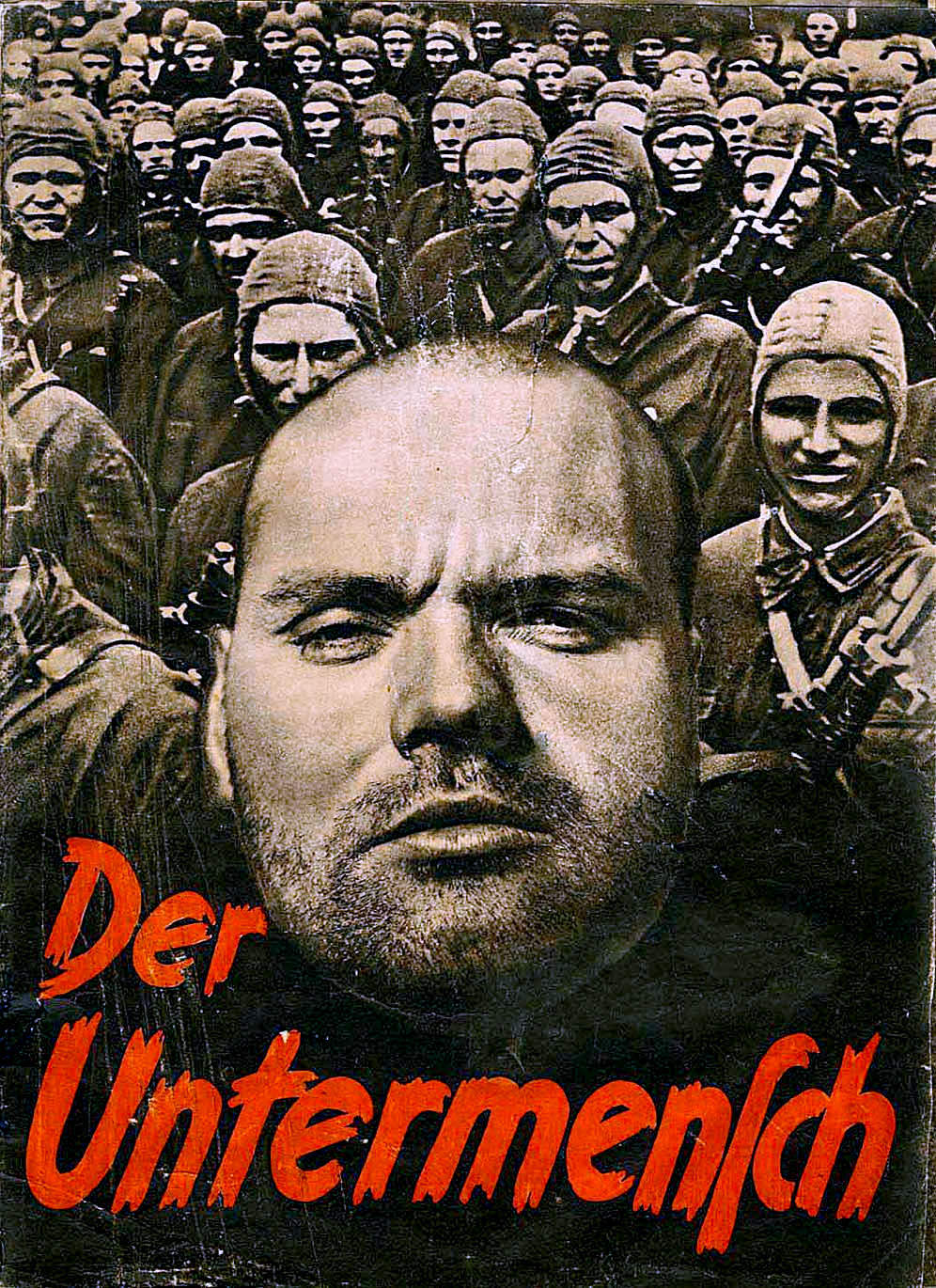
納粹宣傳手冊《次等人》（Der Untermensch）的封面，1942 年。'

次等人，也稱低等人或下等人（德語發音：[ˈʔʊntɐˌmɛnʃ]）是一個德語詞，納粹德國带有貶義地使用该词语来指代他们认为的非雅利安之低下人口。這一詞匯通常被用於概括納粹口中的「東方群体」（the masses from the East），包含猶太人、羅姆人、斯拉夫人（主要涉及波蘭人、捷克人、塞爾維亞人、俄羅斯人等）。
除極少數例外情況，該術語也被用作形容許多黑人、有色人種与混血儿成員。納粹認爲猶太人、斯拉夫人和羅姆人亟待通過最終解決方案被滅絕， 身体残疾者、精神性殘疾者，也包括作为国家敌人的同性恋者和政治异议者也均需要被徹底清除。
依照納粹的東方總計畫，通过大规模謀殺、流放至亞洲或用作奴工，在中东欧的斯拉夫人人口將會中急劇下降并让位给德国人的生存空间（Lebensraum）。此種概念在納粹德國種族政策中扮演了重要角色。